# Estação Vestamager
Vestamager é uma das estações terminais da linha M1 do metro de Copenhaga, na Dinamarca.